# Itumbiara picticornis
Itumbiara picticornis là một loài bọ cánh cứng trong họ Cerambycidae.